# تیتل

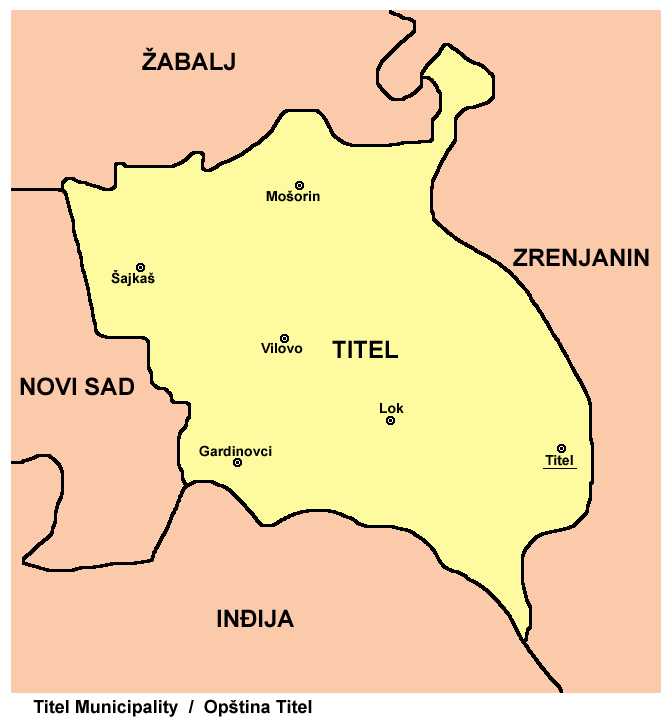
خريطة بلدية تيتل.

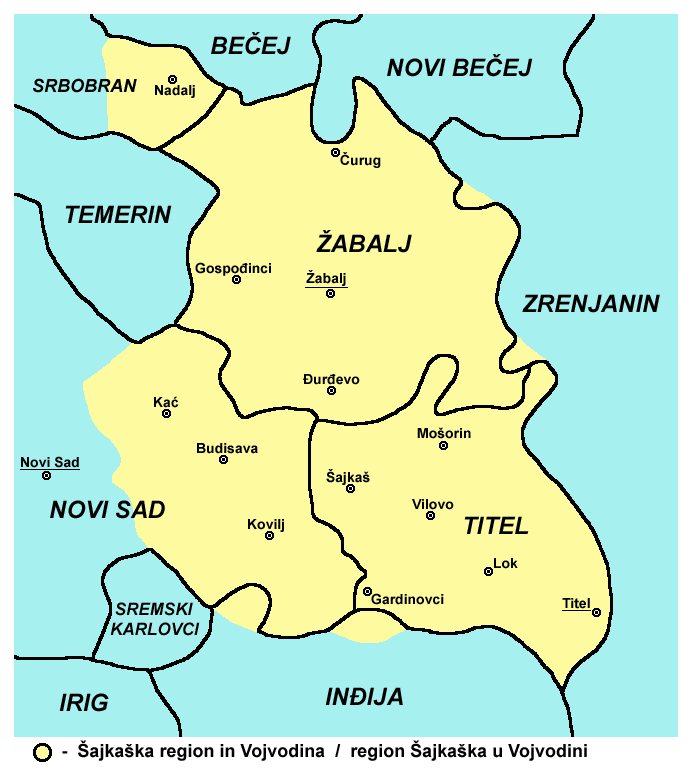
خريطة بلدية تيتل ومنطقة شايكاشكا (Šajkaška).

تيتيل (بالسيريلية الصربية: Тител)(بالمجرية: Titel) هي بلدة وبلدية تقع في مديرية جنوب باتشكا في مقاطعة فويفودينا ، بصربيا. يبلغ عدد سكان بلدة تيتل 4,522 نسمة، في حين يبلغ عدد سكان بلدية تيتل 13,984 نسمة بحسب تعداد 2022م. تقع في الجزء الجنوبي الشرقي من المنطقة الجغرافية باتشكا، المعروفة باسم شايكاشكا (Šajkaška).

## الاسم
تُعرف المدينة في اللغة الصربية باسم تيتل (Тител)، وفي اللغة المجرية باسم تيتل، وفي اللغة الألمانية باسم تيتل وأحيانًا ثيشوجيل (Theisshügel)، وفي اللغة اللاتينية باسم تيتوليوم (Titulium).

## التاريخ

### هضبة تيتل
هضبة تيتل هي منطقة مرتفعة بين نهري الدانوب ونهر تيسا، بالقرب من التقاء النهرين؛ وتبلغ مساحتها حوالي 16 كم في 7 كم؛ أي ما يعادل 80 كيلومتر مربع (31 ميل مربع). وهي ذات شكل إهليلجي (قِطع ناقص) وتتميز بمنحدرات شديدة على الطراف. تحتوي على غطاء كبير من الراسب الطفالي وغالباً ما يطلق عليها هضبة الراسب الطفالي (Loess Plateau)؛ ويعتبر الراسب الطفالي الموجود على الهضبة يحتوي على السجلات المناخية القديمة الأرضية الأكثر تفصيلاً في أوروبا، مع سجل سميك ومستمر على ما يبدو يمتد إلى منتصف وأواخر العصر البلستوسيني المبكر. وهو يمثل موقعًا أثريًا رئيسيًا عند ملتقى نهر الدانوب ونهر تيسا مع اكتشافات ما قبل التاريخ والقديمة. 

### العصور الوسطى
المصادر التي تعود إلى العصور الوسطى المبكرة نادرة. تم ذكر السلاف في المنطقة في أواخر القرن السابع وأوائل القرن الثامن، في حين استوطن المجريون سهل بانونيا في عام 896م، وكانوا بالفعل في القرن التالي يمتلكون ملتقى نهري تيسا والدانوب. يُعتقد أن الأمير الكبير أرباد (حكم من 895م إلى 907م) هزم البلغار (Salan) في تيتل. كانت تيتل موقعًا استراتيجيًا مهمًا، وكان جزءًا من مقاطعة باكس (Bács ). أسس لاديسلاوس الأول ملك المجر (حكم من عام 1077م إلى عام 1095م) وشقيقه لامبرت ديرًا أوغسطينيًا هناك.

### ديسبوتية الصرب
في القرن الخامس عشر الميلادي، حكمها الديسپوت الصربي جريج برانكوفيتش . وفي عام 1439م، انتظر جيش ألبرت الثاني ملك ألمانيا في تيتل المساعدة العسكرية من المقاطعة لمساعدة جريج برانكوفيتش في الدفاع عن سمندرية، لكن هذه المساعدة لم تصل أبدًا. 

### الدولة العثمانية
منذ عام 1526م، أصبحت المدينة جزءًا من الدولة العثمانية. ووفقًا للتعداد العثماني الأول لعام 1546م، كانت المدينة تحتوي على 87 منزلًا، معظمهم صرب، وثلاثة كروات ، ومنزل مجري واحد، ومنزل أفلاقي واحد. وكان دوق المدينة هو فوك راديتش (Vuk Radić.). وقد سجل هذا التعداد أن خمسة من المواطنين كانوا مهاجرين ، أي أن آخرين كانوا يعيشون هناك قبل أن يفتح العثمانيون المدينة.
في بداية الحكم العثماني، كانت المدينة تضم كنيسة أرثوذكسية وكنيسة كاثوليكية واحدة. في الربع الأول من القرن السابع عشر، كانت المدينة تضم ثلاثة مساجد وخانقاه وثلاث مدارس.

### ملكية هابسبورغ
منذ عام 1699م، أصبحت المدينة جزءًا من ملكية هابسبورغ، وتم تضمينها في الحدود العسكرية لهابسبورغ. بين عامي 1750م و1763م، كانت المدينة تحت الإدارة المدنية (في مقاطعة باتش-بودروج في مملكة هابسبورغ المجرية)، حتى عادت إلى اختصاص الحدود العسكرية (كتيبة شايكا Šajkaš). بين عامي 1763م و1873م، كان مقرًا لكتيبة شايكاش (Šajkaš) التي استخدمت السفن المسلحة الصغيرة على نهر الدانوب للدفاع عن الحدود النمساوية ضد الهجوم العثماني. ومع ذلك، في وقت مبكر من عام 1750م، بدأت دوريات القوارب النهرية، التي كانت مأهولة بأفواج شايكاش (Šajkaš) في العمل في تيتل.
وعندما تم إلغاء الحدود العسكرية، هاجر الصرب إلى روسيا بأعداد هائلة. وفي ذلك الوقت، بدأت منطقة بانات وشايكاش (Šajkaš) تفقد طابعها الصربي المميز تدريجيًا. وبدأ المجريون والألمان والسلوفاكيون والروثينيون وغيرهم بالانتقال إلى المنطقة.

### فويفودينا الصربية
في عامي 1848م و1849م، كانت تيتل جزءًا من فويفودينا الصربية ، وهي منطقة صربية تتمتع بالحكم الذاتي ضمن إمبراطورية هابسبورغ. بين عامي 1849م و1872م، أصبحت مرة أخرى جزءًا من الحدود العسكرية، وبعد عام 1872م، أصبحت تحت الإدارة المدنية كجزء من مقاطعة باكس-بودروج داخل مملكة هابسبورغ المجرية (جزء من الإمبراطورية النمساوية والمجرية).
في عام 1910م بلغ عدد السكان 5,792 نسمة: 2,413 صربيًا و1,858 مجريًا. وبحسب الديانة، كان هناك 2,353 من الصرب الأرثوذكس؛ و2,479 من الروم الكاثوليك؛ و89 من اليهود.

### مملكة يوغوسلافيا
بعد عام 1918م، أصبحت المدينة جزءًا من مملكة الصرب والكروات والسلوفينيين (مملكة يوغوسلافيا) والدول السلافية الجنوبية اللاحقة. خلال الاحتلال المجري في الحرب العالمية الثانية، قُتل 51 من سكان البلدة في غارة عام 1942م، منهم 45 رجلاً وطفل واحد و5 مسنين. وبحسب الجنسية، كان من بين الضحايا 49 صربيًا ويهوديًا واحدًا.

## الأماكن المأهولة بالسكان
تضم بلدية تيتل بلدة تيتل والقرى التالية:
- فيلوفو (Vilovo).
- جاردينوفشي (Gardinovci).
- لوك (Lok).
- موشورين (Mošorin).
- شايكاش (Šajkaš).

## التركيبة السكانية
اعتبارًا من تعداد عام 2011م، بلغ عدد سكان بلدية تيتل 15,738 نسمة.

### المجموعات العرقية
بلغ إجمالي عدد سكان بلدية تيتل 15,738 نسمة، بما في ذلك: 
- 13,615 صربيًا (86.51%).
- 822 مجريًا (5.22%).
- 264 روماني (1.68%).
- 1037 أخرى وغير معلنة.

جميع المستوطنات في البلدية بها أغلبية عرقية صربية.

## الاقتصاد
يقدم الجدول التالي معاينة للعدد الإجمالي للأشخاص العاملين حسب نشاطهم الأساسي (اعتبارًا من عام 2017م): 
| نشاط                                          | المجموع |
| --------------------------------------------- | ------- |
| الزراعة والغابات وصيد الأسماك                 | 195     |
| التعدين                                       | -       |
| صناعة المعالجة                                | 332     |
| توزيع الطاقة والغاز والمياه                   | 2       |
| توزيع المياه وإدارة نفايات المياه             | 46      |
| بناء                                          | 83      |
| الجملة والتجزئة والإصلاح                      | 387     |
| المرور والتخزين والاتصالات                    | 61      |
| الفنادق والمطاعم                              | 68      |
| وسائل الإعلام والاتصالات                      | 39      |
| التمويل والتأمين                              | 11      |
| مخزون العقارات والميثاق                       | -       |
| الأنشطة المهنية والعلمية والابتكارية والتقنية | 40      |
| الخدمات الإدارية وغيرها                       | 7       |
| الإدارة والضمان الاجتماعي                     | 147     |
| تعليم                                         | 240     |
| الرعاية الصحية والعمل الاجتماعي               | 79      |
| الفن والترفيه والاستجمام                      | 11      |
| خدمات أخرى                                    | 40      |
| المجموع                                       | 1,787   |

## شخصيات بارزة
- سفيتوزار ميليتش (1826–1901)، محامٍ، وسياسي، وعمدة نوفي ساد ، والزعيم السياسي للصرب في فويفودينا . ولد في قرية موشورين في بلدية تيتل.
- ميليفا ماريتش (1875–1948)، عالمة رياضيات صربية، وزوجة ألبرت أينشتاين الأولى. ولدت في تيتل.
- إيسيدورا سيكوليتش (1877–1958)، كاتب. ولدت في قرية موشورين في بلدية تيتل.
- دوشان "دوشكو" بوبوف ، عميل مزدوج صربي، استند إليه المؤلف إيان فليمنج في شخصية جيمس بوند.
- دراغومير لالين (1924-2013)، ولد في تيتل. كان معارضًا صربيًا في ظل نظام جوزيف بروز تيتو . كان دراغومير لالين مؤسس مصنع أسلاك ميلان فيداك ومصنع أجزاء محركات السيارات جارانت في فوتوج .

## معرض الصور

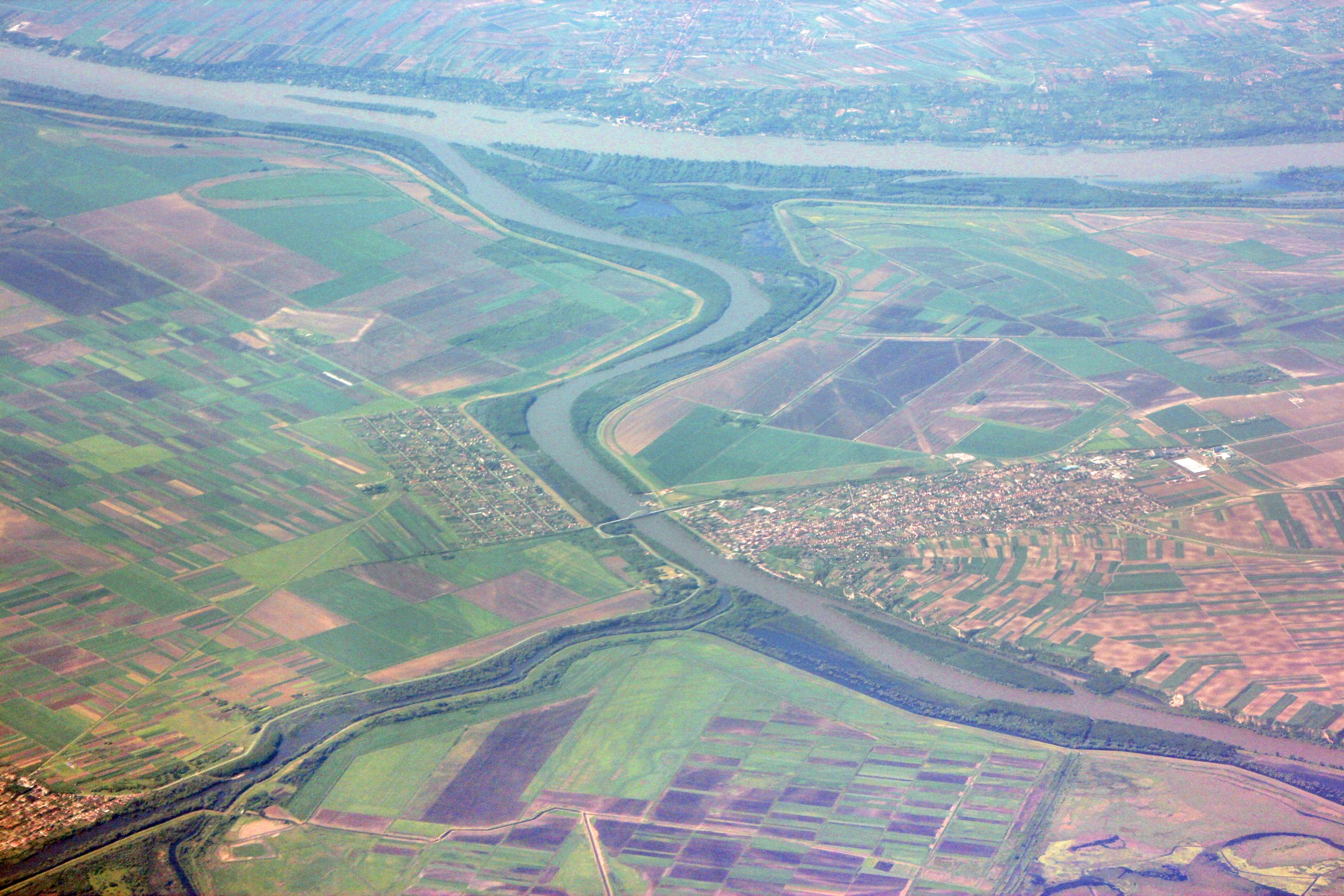
منظر جوي.
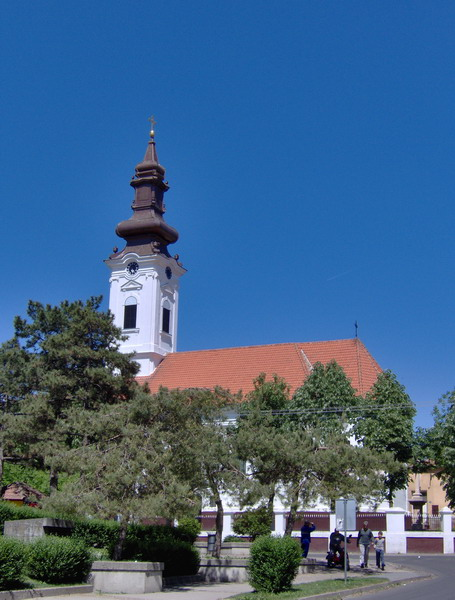
كنيسة رقاد السيدة العذراء الأرثوذكسية الصربية.
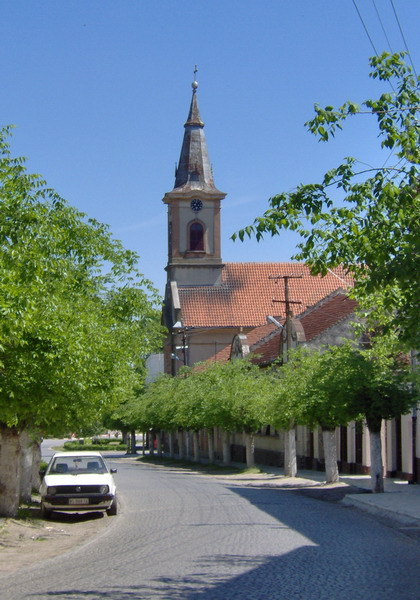
الكنيسة الكاثوليكية في تيتل.
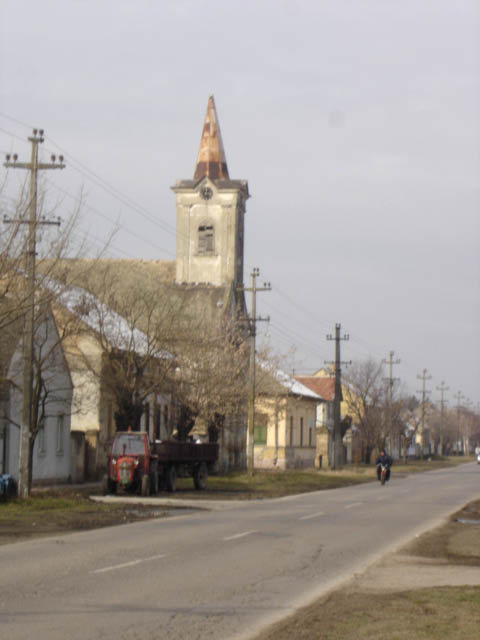
كنيسة مهجورة في تيتل.

## روابط خارجية
- العرض الرسمي لبلدية تيتل.
- العرض الرسمي لعنوان المجتمع المحلي.
- مجلة رافنيكا - Titel الأخبار المحلية الحالية.